# Clásica de Almería 2016
La XXXI edición de la Clásica de Almería se disputó el domingo 14 de febrero de 2016, por un circuito por la provincia de Almería sobre un trazado de 184 km. con inicio en la ciudad de Almería y final en Roquetas de Mar.
La prueba perteneció al UCI Europe Tour 2016 de los Circuitos Continentales UCI, dentro de la categoría 1.1. 
El ganador final fue Leigh Howard tras ganar en un reducido sprint a Alexey Tsatevitch y Aleksejs Saramotins, respectivamente. La razón del reducido sprint fue debido al fuerte viento que primero provocó que la carrera se disputase finalmente un circuito urbano de 3,5 km en Almería al que dieron 6 vueltas para totalizar 21 km, y posteriormente provocó un corte en el pelotón a 2 km de meta.
En las clasificaciones secundarias se impusieron  IAM (equipos) y Antonio Piedra (regionales).

## Equipos participantes
Tomaron parte en la carrera 16 equipos. 5 de categoría UCI ProTeam; 9 de categoría Profesional Continental; y los dos españoles de categoría Continental. Formando así un pelotón de 111 ciclistas, con 7 cocrredores por equipo (excepto el Funvic Soul Cycles-Carrefour que salió con 6), de los que acabaron 76. Los equipos participantes fueron:
| Equipo                           | Cód. UCI | Categoría               |
| -------------------------------- | -------- | ----------------------- |
| Movistar Team                    | MOV      | UCI ProTeam             |
| Cofidis, Solutions Crédits       | COF      | Profesional Continental |
| Caja Rural-Seguros RGA           | CJR      | Profesional Continental |
| CCC Sprandi Polkowice            | CCC      | Profesional Continental |
| Team Katusha                     | KAT      | UCI ProTeam             |
| BMC Racing Team                  | BMC      | UCI ProTeam             |
| Verva ActiveJet Pro Cycling Team | VAT      | Profesional Continental |
| Roompot Oranje Peloton           | ROP      | Profesional Continental |
| Funvic Soul Cycles-Carrefour     | FSC      | Profesional Continental |
| Direct Energie Team              | DEN      | Profesional Continental |
| Astana Pro Team                  | AST      | UCI ProTeam             |
| IAM Cycling                      | IAM      | UCI ProTeam             |
| Burgos-BH                        | BUR      | Continental             |
| Topsport Vlaanderen-Baloise      | TSV      | Profesional Continental |
| Euskadi Basque Country-Murias    | EUS      | Continental             |
| Gazprom-RusVelo                  | GAZ      | Profesional Continental |

## Clasificación final
La clasificación final de la carrera fue:
| \| Posición \| Ciclista \| Equipo \| Tiempo \| \| -------- \| ------------------- \| -------------------------- \| ----------- \| \| 1 \| Leigh Howard \| IAM \| 28 min 29 s \| \| 2º \| Alexey Tsatevitch \| Katusha \| m.t. \| \| 3º \| Aleksejs Saramotins \| IAM \| m.t. \| \| 4º \| Bryan Coquard \| Direct Energie \| a 5 s \| \| 5º \| Nacer Bouhanni \| Cofidis, Solutions Crédits \| m.t. \| \| 6º \| Raymond Kreder \| Roompot Oranje Peloton \| m.t. \| \| 7º \| Pawel Franczak \| Verva ActiveJet \| m.t. \| \| 8º \| Roman Maikin \| Gazprom-RusVelo \| a 8 s \| \| 9º \| Eryk Laton \| CCC Sprandi Polkowice \| m.t. \| \| 10º \| José Joaquín Rojas \| Movistar \| a 11 s \| |                     |                            |             |
| Posición | Ciclista            | Equipo                     | Tiempo      |
| 1 | Leigh Howard        | IAM                        | 28 min 29 s |
| 2º | Alexey Tsatevitch   | Katusha                    | m.t.        |
| 3º | Aleksejs Saramotins | IAM                        | m.t.        |
| 4º | Bryan Coquard       | Direct Energie             | a 5 s       |
| 5º | Nacer Bouhanni      | Cofidis, Solutions Crédits | m.t.        |
| 6º | Raymond Kreder      | Roompot Oranje Peloton     | m.t.        |
| 7º | Pawel Franczak      | Verva ActiveJet            | m.t.        |
| 8º | Roman Maikin        | Gazprom-RusVelo            | a 8 s       |
| 9º | Eryk Laton          | CCC Sprandi Polkowice      | m.t.        |
| 10º | José Joaquín Rojas  | Movistar                   | a 11 s      |